# 泰爾親王佩利克爾斯

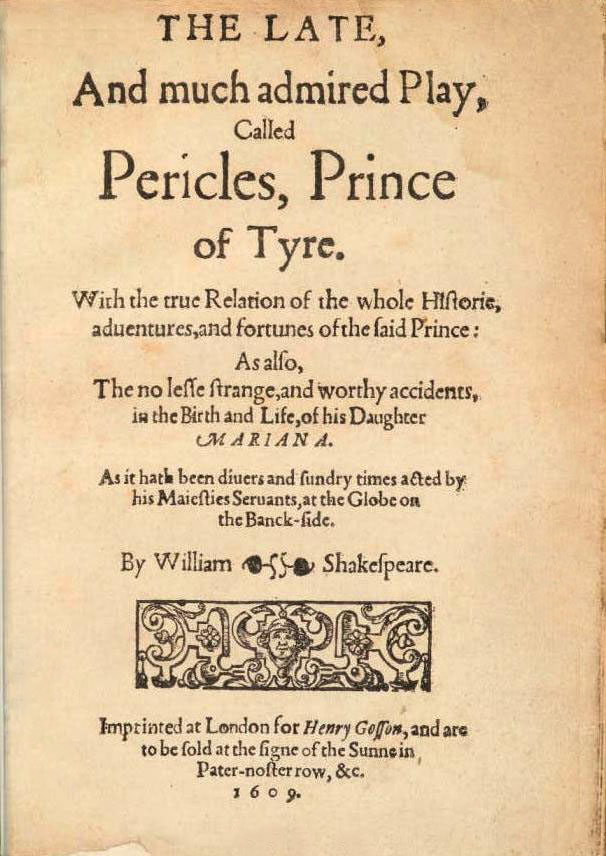
《泰爾親王佩利克爾斯》第一版

《泰爾親王佩利克爾斯》（Pericles, Prince of Tyre）是威廉·莎士比亚的一部喜劇，被學者認為是與喬治·威爾金斯共同創作的。

## 劇情
一般來說，知曉大人的秘密不是件好事，泰爾親王佩利克爾斯就因此遭遇了不幸。他發現了希臘安提阿皇帝安提奧克斯曾犯下的一件駭人的罪刑，並理所當然的遭到了威脅，因為這個國王的勢力太雄厚了。為了使他的臣民和城市避開這場可怕的災難，佩利克爾斯打算離開他的領土，到外面去流浪一段時間。於是，他把國事委託給能幹正直的大臣赫力堪納斯，就坐船離開了泰爾，等危險消除之後再回來。
親王先前往塔爾蘇斯，他聽說那裡的人們正遭受著嚴重的飢荒，就帶了大批的糧食去救助他們。塔色斯的總督克利翁代表所有的人民表示謝意。不過，佩立克爾斯在這裡住不了多久，泰爾城傳來了消息，說安提奧克斯已經知道了他的去處，很可能派人謀害他，要他特別小心。佩克爾斯知道後，就搭船走了。
船行時遇到了可怕的風暴，結果佩利克爾斯被沖到了一個不知名的海岸，他上岸時遇到了幾個善良的漁夫，讓他換上乾的衣服和填飽了肚子，在和漁夫的閒談中，他知道了自己在潘塔波里斯（五城區/昔蘭尼），國王叫西蒙尼狄斯。他還從漁夫的口中知道了一件事：國王有一個年親的女兒，要在隔天生日舉行比武大賽，屆時來自四面八方的王子都會來參加比賽，贏得公主的方心。親王心想，可惜自己的一副好盔甲掉在大海中。誰知，一位漁夫正好撈起一副盔甲，正是佩利克爾斯弄丟的那一副。他激動得把盔甲拿起來，把他收好，準備好明天去參加比武大賽。
第二天，他在西蒙尼迪斯的皇宮面前展現驚人的本領。贏得了勝利。依照慣例，泰紗公主要親手為勝利的勇士帶上花環，表示特別尊敬。佩利克爾斯看到公主的一剎那，也熱烈的愛上她。看到佩利克爾斯高強的本領，西蒙尼狄斯問起了他的出身，為了掩飾行蹤，他就說是泰爾的一位紳士。西蒙尼迪斯並不介意他的身世，反而欣賞他的英勇。所以，當他看出女兒深深的愛上佩利克爾斯時，他也樂意讓這個來路不明的身世成為自己的女婿。
當他們結婚不久後，泰爾就傳來訊息，說安提奧克斯已經死了，請他速速回去管理政事。泰莎公主已有身孕，但堅持的跟著走，在海上遇到了一場狂風暴雨，驚濤駭浪之下，生下了女兒瑪琳娜，水手們將誤已死去的王后，依照傳說，將王后投下大海，以祈求風暴的平息。哀傷的親王將女兒託付給塔色斯的總督克利昂夫婦扶養，便把女兒取名為瑪琳娜。
沒想到，十四年後克利昂夫婦雇用僕人，想把瑪琳娜殺害。正當要拔刀時，突然來了一個海盜，把瑪琳娜抓走，把他當成了奴隸賣到米蒂利尼。而被雇用的僕人怕被罵，所以說謊公主已經死了。剛好在這個日子，親王要來探望他相隔十四年的女兒，結果得到的消息是女兒已經死了，傷心不已。
雇用瑪琳娜的主人，聽到這件事，叫瑪琳娜去安慰親王，結果親王一眼就認出了女兒，因為太過疲倦而睡著了。他睡著時夢見了以弗所的女神黛安娜。女神叫他到祭台去訴說一身經歷的不幸，將會得到某種意想不到的幸福。親王醒來時照著女神的話去做，和女兒搭船到一座神廟，把一身不幸全說了出來。結果有一個女人大叫：你是尊貴的佩利克爾斯。！親王一下就看出那是自己的妻子泰莎，原來泰莎只是身完孩子太過虛弱而昏厥過去而已，後來隨著海浪漂到這座神廟，當時是由當地的名醫把泰莎救活的。後來泰莎才會決定在這當祭司。親王他曾失去女兒和妻子，如今卻又找到了！真是一大喜劇。
1. ↑  . *CUP媒體. 2022-09-15  [2024-08-31] （美国英语）.